# Chino sichuanés
El sichuanés o mandarín de Sichuan es una variedad del chino mandarín del suroeste hablada principalmente en Sichuan y en Chongqing (que hasta 1997 era parte de Sichuan). Los académicos subdividen la lengua local de los sichuaneses en cuatro dialectos: el de Chengdu-Chongqing, el del valle del río Min (Minjiang, que incluye Leshan), el de Renshou-Fushun y el de Ya'an-Shimian. No obstante en la práctica a menudo al hablar del sichuanés se suele entender el dialecto común de Chengdu y Chongqing, las capitales del área cultural sichuanesa.
Los dialectos sichuaneses también se hablan en las provincias vecinas, como Hubei, Guizhou, Yunnan, Hunan y Shaanxi. Además, debido a que el sichuanés es la lengua franca en Sichuan, Chongqing y parte del Tíbet, también es utilizado como segunda lengua por varias minorías étnicas como tibetanos, yi, qiang.
Aunque el sichuanés es más similar al chino estándar que las variedades del sureste, diverge bastante en fonología, vocabulario e incluso gramática, el dialecto Minjiang es especialmente difícil de entender para los hablantes de otros dialectos de mandarín. El dialecto de Chengdu, capital de la provincia de Sichuan, es el dialecto más representativo del mandarín del suroeste y se utiliza ampliamente en la ópera de Sichuan y otras formas artísticas de la región.
El sichuanés moderno evolucionó debido a una gran ola de inmigración durante la dinastía Ming (1368-1644) cuando chinos han procedentes de Hunan, Hubei, Jiangxi y Guangdong repoblaron Sichuan trayendo consigo sus idiomas. Antes de este evento se hablaba una forma de chino totalmente diferente, el chino Ba-Shu (巴蜀). En la actualidad la influencia del sichuanés ha dado como resultado una forma local del mandarín estándar que a menudo se confunde con el sichuanés «real». Si el sichuanés, hablado por unos 120 millones de personas, se contara como un idioma independiente ocuparía el décimo lugar entre los idiomas del mundo con más hablantes (justo tras el japonés).

## Distribución geográfica y dialectos
El sichuanés se habla principalmente en la cuenca de Sichuan y sus alrededores, que incluye casi toda la provincia de Sichuan y el municipio de Chongqing, excepto algunas áreas habitadas por los tibetanos y los yi. También se habla en las regiones fronterizas de las provincias vecinas de Sichuan: norte de Yunnan y Guizhou, sur de Shaanxi y oeste de Hubei.
El sichuanés se divide en cuatro subdialectos según la preservación o distribución del tono marcado del chino medio: el dialecto Minjiang (岷江小片), que conserva el tono marcado; el dialecto Chengdu-Chongqing, en el que el tono marcado se ha fusionado con el tono claro-llano; el dialecto Renshou-Fushun, que fusiona el tono marcado con el tono saliente; y el dialecto Ya'an-Shimian (雅棉小片), en el que el tono marcado se fusiona con el tono oscuro-llano. 
Los dialectos Minjiang, Ya'an-Shimian y Renshou-Fushun se hablan principalmente en el sur y oeste de Sichuan, regiones en las que los habitantes tienen más ascendencia sichuanesa indígena que los del norte y este. Por lo tanto, estos dialectos a menudo se denominan antiguo sichuanés, ya que conservan muchas características del antiguo bashu, la lengua extinta que hablaban anteriormente los primeros chinos han sichuaneses. El dialecto Chengdu-Chongqing, que lleva el nombre de las dos ciudades más grandes del gran Sichuan, se habla en un área contigua principalmente en el norte y el este de Sichuan. A menudo se le conoce como nuevo sichuanés porque exhibe menos características de lengua bashu.

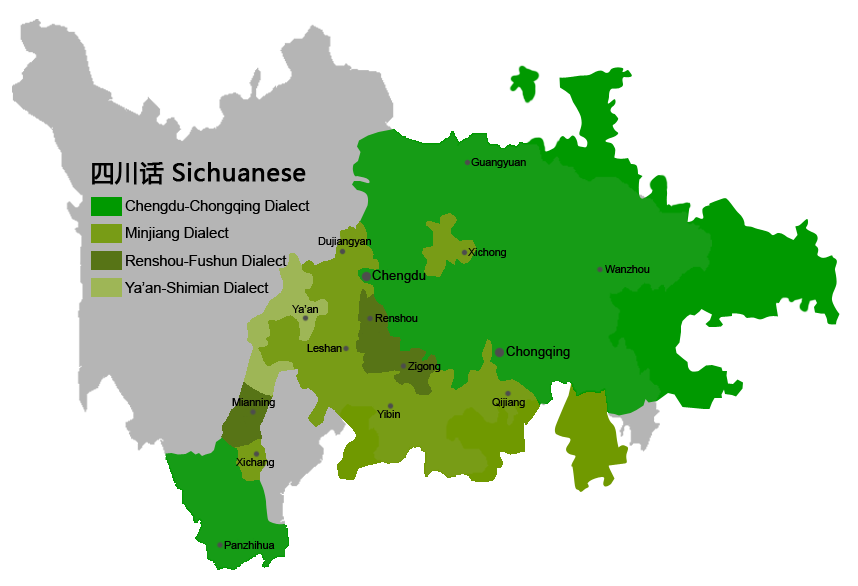
mapa que muestra la ubicación de los dialectos de Sichuan

| Dialecto          | Características                                | Áreas habladas |
| ----------------- | ---------------------------------------------- | --- |
| Chengdu-Chongqing | tono entrante distribuido en tono claro-llano  | Norte y este de Sichuan, la parte nororiental de la Llanura de Chengdu, varias ciudades o condados del suroeste de Sichuan (Panzhihua, Dechang, Yanyuan, Huili y Ningnan), el sur de Shaanxi y el oeste de Hubei. |
| Minjiang          | tono entrante conservado                       | 44 ciudades o condados en el valle del. río Minjiang o a lo largo del río Yangtze en el sur y oeste de Sichuan, Xichang, Xichong, Yanting, Shehong, el norte de Yunnan y el norte de Guizhou.                     |
| Renshou-Fushun    | tono entrante distribuido en tono saliente     | 8 ciudades o condados en el valle del río Tuo (Renshou, Jingyan, Weiyuan, Zigong, Rongxian, Fushun, Neijiang y Longchang), Junlian y Mianning                                                                     |
| Ya'an-Shimian     | tono entrante distribuido en tono oscuro-llano | Ya'an (ciudad a nivel de prefectura) en el oeste de Sichuan |

## Historia
Como otras provincias meridionales de China, Sichuan estaba completamente sinizada al final de la dinastía Tang. La variedad moderna de chino que se habla en la región se formó hace relativamente poco tiempo. En el siglo XIII, la población de Sichuan cayó precipitadamente, lo que se sospecha se debe en parte a una serie de plagas e invasiones mongolas. La población no se recuperó hasta que fue repuesta por migraciones posteriores desde Hubei, así como por hablantes de xiang, gan y hakka en los siglos siguientes. Estas variedades suplantaron en gran medida a las variedades anteriores de chino en Sichuan, conocidas como chino ba-shu o antiguo sichuanés. Al igual que ocurre con el chino min, el chino ba-shu era diferente del chino medio de las dinastías Sui, Tang y Song, ya según algunos investigadores supuestamente descendía de forma independiente del chino antiguo de la dinastía Han que formó un sustrato que influyó en la formación del grupo dialectal moderno y ayuda a explicar el carácter distintivo del sichuanés moderno dentro del continuo dialectal mandarín.

## Fonología

### Tonos
Hay cinco tonos fonémicos en sichuanés: oscuro llano, claro llano, ascendente, saliente y entrante (o tono marcado). En algunas regiones, el tono marcado del sichuanés se ha fusionado con otro tono, lo que es muy diferente del mandarín estándar cuyo tono marcado se ha fusionado de forma irregular con los otros cuatro tonos. Según la obra Fonología del dialecto de Sichuan (四川方言音系) entre las 150 ciudades y condados de habla sichuanesa, 48 mantienen el tono marcado mientras que los otros 102 tienen sólo cuatro tonos. En particular, en algunos subdialectos del dialecto Minjiang (como el dialecto de Yingjing), el tono saliente se ha convertido en dos tonos diferentes: un tono coloquial (similar al segundo tono como una característica del ba-shu:平声似去) y un tono literario (el mismo que el dialecto de Chengdu).
Los contornos tonales de los dialectos de Sichuan son muy diferentes de los del mandarín de Pekín. En sichuanés, el primer tono (oscuro llano) es un tono de nivel alto (como el pekinés), el segundo tono (claro llano) es un tono descendente bajo (a la inversa del pekinés), el tercer tono (ascendente) es un tono descendente alto y el cuarto tono (saliente) es un tono ascendente bajo o medio (intercambiado en comparación con el pekinés) y el quinto tono (entrante) es medio o alto si no está fusionado, como se muestra en el cuadro a continuación.
| Subdialectos | 1.er tono  | 2.º tono | 3.er tono | 4.º tono                             | 5.º tono               |
| ------------ | ---------- | -------- | --------- | ------------------------------------ | ---------------------- |
| Chengdu      | ˥ 55 ˦˥ 45 | ˨˩ 21    | ˥˧ 53     | ˨˩˧ 213                              | fusionado en el 2.º ˨˩ |
| Chongqing    | ˥ 55       | ˨˩ 21    | ˦˨ 42     | ˨˩˦ 214                              | fusionado en el 2.º ˨˩ |
| Leshan       | ˥ 55       | ˨˩ 21    | ˥˨ 52     | ˨˨˦ 224                              | ˧ 3 (marcado)          |
| Yingjing     | ˥ 45       | ˩˨˩ 121  | ˥˧ 53     | ˩ 11 (coloquial) ˨˩˧ 213 (literario) | ˧ 33                   |
| Luzhou       | ˥ 55       | ˨˩ 21    | ˦˨ 42     | ˩˧ 13                                | ˧ 33                   |
| Ya'an        | ˥ 55       | ˨˩ 21    | ˦˨ 42     | ˩˦ 14                                | fusionado en el 1.er ˥ |
| Zigong       | ˥ 55       | ˧˩ 31    | ˥˧ 53     | ˨˦ 24                                | fusionado en el 4.º ˨˦ |

En las áreas que mantienen el tono entrante, los cinco tonos del sichuanés son casi idénticos a los valores de cinco de los seis tonos de la lengua indígena qiang del Sur.

### Iniciales
Los arranques (o inicios de sílabas) son las consonantes iniciales que pueden tener las sílabas. Hay 21 iniciales en el dialecto de Chengdu de Sichuan (académicamente denominado sichuanés estándar). Cuatro de las consonantes iniciales de Sichuan no existen en el mandarín pekinés: [z], [v], [ŋ] y [nʲ]. Por otro lado, cinco iniciales de Pekín no existen en el sichuanés: [tʂ], [tʂʰ], [ʂ], [ʐ] y [l].
Sigue el inventario de consonantes inicial del sichuanés, transcritas en el Alfabeto Fonético Internacional y debajo de cada símbolo IPA la transcripción de ese sonido en pinyin sichuanés y un carácter chino que usa esa inicial:
|              |              | Labial  | Coronal  | Alveolo-palatal | Velar   |
| ------------ | ------------ | ------- | -------- | --------------- | ------- |
| Oclusiva     | sin aspirar  | p b 贝  | t d 得   |                 | k g 古  |
| Oclusiva     | aspirada     | pʰ p 配 | tʰ t 套  |                 | kʰ k 可 |
| Africada     | plain        |         | ts z 早  | tɕ j 价         |         |
| Africada     | aspirada     |         | tsʰ c 草 | tɕʰ q 巧        |         |
| Nasal        | Nasal        | m m 没  | n n 路   | ɲ ȵ 你          | ŋ ng 我 |
| Fricativa    | Sorda        | f f 发  | s s 是   | ɕ x 小          | x h 好  |
| Fricativa    | Sonora       | v v 五  | z r 如   |                 |         |
| Inicial cero | Inicial cero | ∅ 儿    | ∅ 儿     | ∅ 儿            | ∅ 儿    |

### Finales
La rima o final es el resto de sílaba después de la inicial, consta de un deslizamiento medial opcional, una vocal y una consonante final opcional. Hay 36 finales en el dialecto de Chengdu del sichuanés. Cuatro finales no existen en pekinés: [ɛ], [iai], [uɛ] y [yo]. Por otro lado, tres finales del pekinés no existen en sichuanés: [ɤ], [iŋ] y [əŋ].
Sigue el inventario de las finales del sichuanés, transcritas en el Alfabeto Fonético Internacional y debajo de cada símbolo AFI, la ortografía estándar de ese sonido en pinyin sichuanés y un carácter chino que usa esa final:
|    | -Ø       | -Ø      | -Ø         | -Ø         | -Ø         | -i or -u     | -i or -u    | -i or -u     | -i or -u    | nasal finals | nasal finals | nasal finals  | nasal finals  |
| -- | -------- | ------- | ---------- | ---------- | ---------- | ------------ | ----------- | ------------ | ----------- | ------------ | ------------ | ------------- | ------------- |
| Ø- | /z̩/ i 日 | ɚ er 二 | a a 大     | o o 我     | ɛ e 黑     | /ai/ ai 街   | /ei/ ei 批  | /au/ ao 包   | /əu/ ou 走  | /an/ an 烦   | /ən/ en 樱   | /aŋ/ ang 帮   | /oŋ/ ong 亩   |
| i- | i i 一   |         | /ia/ ia 牙 |            | /iɛ/ ie 叶 | /iai/ iai 介 |             | /iau/ iao 标 | /iəu/ iu 九 | /ian/ ian 变 | /in/ in 兵   | /iaŋ/ iang 量 |               |
| u- | u u 五   |         | /ua/ ua 瓜 |            | /uɛ/ ue 国 | /uai/ uai 乖 | /uei/ ui 类 |              |             | /uan/ uan 段 | /uən/ un 春  | /uaŋ/ uang 光 |               |
| y- | y ü 鱼   |         |            | /yo/ üo 药 | /ye/ üe 绝 |              |             |              |             | /yan/ üan 鲜 | /yn/ ün 泳   |               | /yoŋ/ iong 蓉 |

#### Vocales tensas para el tono marcado.
Existe discrepancia entre los dialectos antiguos del sichuanés y el nuevo sichuanés en las finales. En el más «antiguo» dialecto Minjiang, las consonantes oclusivas de las sílabas marcadas en chino medio se han convertido en vocales tensas que crean un contraste fonémico y en varias ciudades y condados las vocales tensas van seguidas de una oclusiva glotal que enfatiza el contraste. Mientras tanto, el tono marcado ha desaparecido en otros dialectos de Sichuan. La siguiente tabla muestra las vocales tensas de los tres subdialectos del dialecto Minjiang, hablados en Luzhou, Qionglai y Leshan y también se presenta una comparación con otros dialectos de Sichuan.
| Ejemplo | Minjiang | Minjiang | Minjiang | Ya'an–Shimian | Chengdu-Chongqing | Chengdu-Chongqing | Renshou – Fushun |
| Ejemplo | Luzhou   | Qionglai | Leshan   | Luding        | Chengdu           | Chongqing         | Zigong           |
| ------- | -------- | -------- | -------- | ------------- | ----------------- | ----------------- | ---------------- |
| 搭      | [æ]      | [æ]      | [æ]      | [a]           | [a]               | [a]               | [a]              |
| 说      | [ɵ]      | [ʊ]      | [ʊ]      | [o]           | [o]               | [o]               | [o]              |
| 黑      | [e]      | [æ]      | [e]      | [ɛ]           | [ɛ]               | [ɛ]               | [ɛ]              |
| 踢      | [ie]     | [ie]     | [ie]     | [i]           | [iɛ]              | [i]               | [i]              |
| 出      | [ɵ]      | [ʊ]      | [ʊ]      | [u]           | [u]               | [tú]              | [u]              |
| 欲      | [yɵ]     | [yʊ]     | [yʊ]     | [y]           | [yo]              | [Yu]              | [yi]             |
| 湿      | [ə]      | [ə]      | [ə]      | [z̩]           | [z̩]               | [z̩]               | [z̩]              |
| 掐      | [iæ]     | [iɐ]     | [iæ]     | [ia]          | [ia]              | [I a]             | [ia]             |
| 刮      | [uæ]     | [uɐ]     | [uæ]     | [ua]          | [ua]              | [ua]              | [ua]             |
| 铁      | [ie]     | [ie]     | [ie]     | [iɛ]          | [iɛ]              | [iɛ]              | [iɛ]             |
| 获      | [ɵ]      | [uæ]     | [æ]      | [uɛ]          | [uɛ]              | [uɛ]              | [ue]             |
| 阅      | [yɵ]     | [ye]     | [yʊ]     | [yɛ]          | [yɛ]              | [yɛ]              | [yɛ]             |
| 药      | [yɵ]     | [yʊ]     | [yʊ]     | [yo]          | [yo]              | [yo]              | [yo]             |

### Lecturas literarias y coloquiales.
La existencia de lecturas literarias y coloquiales (文白异读) es una característica notable en el sichuanés y en algunas otras lenguas siníticas como el cantonés o el hokkien. En sichuanés, las lecturas coloquiales tienden a parecerse al chino Ba-Shu (antiguo sichuanés) o al mandarín antiguo del sur, mientras que las lecturas literarias tienden a parecerse al mandarín estándar moderno. Por ejemplo, en el dialecto Yaoling (摇铃话), la lectura coloquial de «物» (significa «cosa») es [væʔ],  que es muy similar a su pronunciación del chino Ba-Shu en la dinastía Song (960-1279).  Mientras tanto, su lectura literaria, [voʔ], es relativamente similar a la pronunciación estándar del mandarín [wu]. La siguiente tabla muestra algunos ejemplos de caracteres chinos con lecturas tanto literarias como coloquiales en sichuanés.
| Ejemplo   | Lectura coloquial | Lectura literaria | Significado     | En mandarín estándar |
| --------- | ----------------- | ----------------- | --------------- | -------------------- |
| 在</link> | /tɛ˨˩˧/           | /tsai˨˩˧/         | en              | /tsai˥˩/             |
| 提</link> | /tia˥/            | /tʰi˨˩/           | levantar        | /tʰi˧˥/              |
| 去</link> | /tɕʰie˨˩˧/        | /tɕʰy˨˩˧/         | ir              | /tɕʰy˥˩/             |
| 锯</link> | /kɛ/              | /tɕy˨˩˧/          | cortar          | /tɕy˥˩/              |
| 下</link> | /xa˨˩˧/           | /ɕia˨˩˧/          | abajo           | /ɕia˥˩/              |
| 横</link> | /xuan˨˩/          | /xuən˨˩/          | al otro lado de | /xəŋ˧˥/              |
| 严</link> | /ŋan/             | /ȵian/            | estricto        | /iɛn˧˥/              |
| 鼠</link> | /suei/            | /su˥˧/            | ratón           | /ʂu˨˩˦/              |
| 大</link> | /tʰai/            | /ta˨˩˧/           | grande          | /ta˥˩/               |
| 主</link> | /toŋ/             | /tsu˥˧/           | dueño           | /tʂu˨˩˦/             |

## Vocabulario
Sólo el 47,8% del vocabulario de Sichuan es común con el dialecto de Pekín en el que se basa el chino estándar; de hecho, el sichuanés comparte más vocabulario con las variedades de chino xiang y gan, aunque el sichuanés suele clasificarse como un dialecto del mandarín.
El vocabulario del sichuanés tiene tres orígenes principales: el ba-shu (o antiguo sichuanés), el chino medio y las lenguas de los inmigrantes, incluido el protomandarín de Hubei, el xiang, el gan y el hakka, que fueron traídos a Sichuan durante los períodos Ming y Qing. Recientemente, se han introducido en el sichuanés muchos préstamos procedentes del mandarín estándar y del inglés. Mientras tanto, se desarrollan nuevas palabras en sichuanés en las grandes ciudades, como Chengdu y Chongqing, que luego se extendieron a una velocidad espectacular por Sichuan.  «雄起» ( xiong 2 qi 3 ) (que significa «animar a alguien») es un ejemplo típico de una palabra novedosa de Sichuan, equivalente a «加油» ( jiāyóu ) en mandarín estándar. «耙耳朵» ( Pá ěr duo ) es una palabra exclusiva de Sichuan, que significa «maridos dominados». Un equivalente mandarín estándar de «耙耳朵» es «妻管严» ( qī guǎn yán ). El prototipo de «耙耳朵» proviene de una especie de bicicleta con «orejas» en Chengdu, que fue inventada por primera vez por hombres en Chengdu para que sus esposas se sentaran más cómodamente. Todavía quedan algunas de estas bicicletas en las calles de Chengdu.

### Relación con otras lenguas chinas
El dialecto de Chengdu suele considerarse el más representantivo del sichuanés. El sichuanés comparte más vocabulario con el yunnanés, otro dialecto del mandarín del suroeste que se habla en la provincia vecina. Sin embargo, la relación entre los dialectos de Sichuan y el mandarín del norte, incluido el idioma estándar, es más débil que la relación entre el xiang y el gan.
En términos de vocabulario, el sichuanés tiene la segunda relación más cercana con el chino xiang. Las dos variedades comparten una gran cantidad de palabras exclusivas. Esto se debe principalmente a que muchos inmigrantes de Hunan que hablaban xiang se mudaron a Sichuan durante la gran ola de inmigración de las dinastías Ming y Qing, por eso el xiang no tiene una relación igual de estrecha con las otras variedades de chino del suroeste, como las que se hablan en Yunnan, Guangxi o Hubei. Por ejemplo, tanto en sichuanés como en xiang el verbo «ponerse en cuclillas» es «跍» (gu 1) pero «蹲» (dūn) en mandarín estándar, el sustantivo «cocina» es «灶屋» (zao 4 vu 2) pero «厨房» (chúfáng) en estándar, y el adjetivo «grueso» es «酽» (ȵian 4) pero «浓» (nóng) en estándar. Además, el vocabulario de Sichuan también contiene palabras del xiang antiguo y del xiang medio, como «謱謰» (torpe), «革» (antiguo) y «崽» (hijo). 
| Rango | Rama                           | Dialecto representativo | Porcentaje del mismo vocabulario con el sichuanés |
| ----- | ------------------------------ | ----------------------- | ------------------------------------------------- |
| 1     | Mandarín del suroeste-yunnanés | Kunming                 | 58,3 %                                            |
| 2     | Xiang                          | Changsha                | 54,9 %                                            |
| 3     | Mandarín jianghuai             | Yangzhou                | 52,7 %                                            |
| 4     | Gan                            | Nanchang                | 49,4 %                                            |
| 5     | Mandarín del norte             | Pekín                   | 47,8 %                                            |
| 6     | Wu                             | Suzhou                  | 36,4 %                                            |
| 7     | Yue                            | Cantón                  | 27,4 %                                            |
| 8     | Hakka                          | Meixian                 | 27,2 %                                            |
| 9     | Min                            | Xiamén                  | 20,2 %                                            |

## Estado
Aunque el sichuanés no está tan amenazado como otros idiomas de China, la prevalencia del sichuanés ha disminuido drásticamente a medida que ha aumentado la popularidad del chino estándar. La política gubernamental limita el uso del sichuanés en la radiodifusión, televisión y muchos lugares públicos. Además, el uso del sichuanés como medio de enseñanza no está permitido en el plan de estudios, lo que ha resultado en una reducción de la fluidez entre los jóvenes de las zonas de habla sichuanesa desde los años 80 y 90. El sichuanés que hablan está muy influenciado por el idioma nacional.